# Асквит (Саскачеван)
Асквит (енгл. Asquith) је мало насеље са статусом варошице у централом делу канадске провинције Саскачеван. Кроз насеље пролази аутопут 14 и налази се свега око 40 км западно од највећег града у провинцији Саскатуна.

## Историја
Први досељеници у ово подручје почели су да се насељавају 1902, а службено насеље је основано 1903. године. Након што је насеље 1907. службено регистровано као село почео је и његов интензивнији развој и већ две године касније кроз насеље је прошла и железничка пруга. Село Асквит 1908. службено постаје провинцијска варошица.

## Привреда
Привредну окосницу овог подручја дуго су чинили ратарство и млечно говедарство. Међутим данас већина популације ради у оближњим рудницима поташе или у граду Саскатуну.

## Демографија
Према резултатима пописа становништва из 2011. у варошици су живела 603 становника у укупно 248 домаћинстава, што је за 4,7% више у односу на 576 житеља колико је регистровано 
приликом пописа 2006. године.
| 2001. | 2006. | 2011. |
| ----- | ----- | ----- |
| 574   | 643   | 603   |